# Paradox (polski zespół muzyczny)
Paradox – polski zespół jazzowy, powstały w styczniu 1968 roku i działający pod patronatem warszawskiego klubu studenckiego Hybrydy. Zespół charakteryzował się nietypowym instrumentarium (fagot, puzon, wiolonczela, kontrabas). Muzyka grupy oscylowała wokół jazzu tradycyjnego i jazzu nowoczesnego z elementami muzyki ludowej i baroku. W późniejszym okresie dały o sobie znać także fascynacje free jazzem.

## Historia
W skład zespołu wchodzili: Andrzej Brzeski (puzon, lider grupy), Michał Górny (wiolonczela), Stanisław Kulhawczuk (kontrabas), Tomasz Sosnowski (fagot). Wkrótce dołączyła także Dorota Szafnicka (skrzypce, śpiew). Do powstania grupy doszło, gdy ówczesny student astronomii oraz reżyserii dźwięku i organów w PWSM, Jerzy Erdman potrzebował zespołu:

Zwierzył mi się, że nie ma zespołu na nagranie. Potrzebował kwartet: dwa instrumenty smyczkowe i dwa dęte. Pomogłem mu, a przy okazji odkryłem, że potrafię komponować. Pierwszy nagrany utwór – Kokoszka babuni – inspirowany motywami ludowymi, zaaranżowany był na wiolonczelę i kontrabas. Na następną sesję nagraniową przyszedłem już z nowymi utworami i z fagocistą-wirtuozem Tomkiem Sosnowskim z Pruszkowa. Wszyscy byli zgodni, że to jest to brzmienie

Połączenie jazzu z motywami ludowymi dawało nową jakość. Paradox miał w swoim repertuarze także utwory inspirowane muzyką baroku, piosenki i standardy jazzowe. Zespół zadebiutował w 1968 roku na Studenckim Festiwalu Jazzowym Jazz nad Odrą we Wrocławiu, gdzie zdobył:
- I nagrodę w kategorii zespołów jazzu nowoczesnego,
- I nagrodę za kompozycję utworów repertuaru konkursowego,
- nagrodę dziennikarzy i wyróżnienie w kategorii solistów dla Andrzeja Brzeskiego.

Werdykt jury pod kierunkiem Andrzeja Trzaskowskiego był dla wszystkich ogromnym zaskoczeniem, włącznie z muzykami grupy, ponieważ spodziewano się wygranej jazzmanów z Krakowa, a nie jak to określił Brzeski eksperymentujących warszawskich studentów.
W latach 1968–1972 Paradox występował na Międzynarodowym Festiwalu Muzyki Jazzowej Jazz Jamboree w Warszawie, brał udział w koncertach z cyklu Musicorama, występował także za granicą, m.in. w: Wielkiej Brytanii (Festiwal Sztuki York Art Festival w Yorku), NRD, Jugosławii, Norwegii, ZSRR.
Pierwszy wyjazd do Związku Radzieckiego, który miał miejsce w 1970 roku stanowił dodatek do wręczonego zespołowi przez Ministerstwo Kultury i Sztuki Złotego Medalu za osiągnięcia artystyczne i za zasługi dla kultury studenckiej.
W 1969 i 1970 roku otrzymał I nagrodę na festiwalu jazzowym w San Sebastian (Hiszpania), w 1971 r. otrzymał srebrny medal i tytuł zespołu ekstraklasy europejskiej na festiwalu w Prerov (Czechosłowacja) oraz Grand Prix na festiwalu Pauwkes Jazz w Beek en Donk (Holandia).
Zespół w krótkim czasie został obsypany deszczem nagród, co wywołało falę zawiści w środowisku jazzowym, a czasopismo Jazz Forum nie publikowało recenzji zachodnich korespondentów, dotyczących grupy.
Pomocną dłoń w kierunku Paradoxu wyciągnął Józef Balcerak, założyciel i długoletni redaktor miesięcznika Jazz, który wspierał zespół w trudnych momentach. On także jest autorem tekstu, który znajduje się na okładce jedynego, autorskiego longplaya formacji.
W zespole dochodziło do częstych zmian personalnych. Odchodzą: D. Szafnicka i T. Sosnowski (po studiach wzięli ślub). W 1970 roku do Paradoxu dołączyli: Fryderyk Babiński (gitara), którego wkrótce zastąpił 16-letni wówczas Sławomir Piwowar i Włodzimierz Szląskiewicz (saksofon altowy).
W 1971 roku ukazał się jego debiutancki album zatytułowany Drifting Feather, nagrany w składzie: A. Brzeski, M. Górny, S. Kulhawczuk, S. Piwowar, W. Szląskiewicz.
Z grupą współpracowały także wokalistki: Elżbieta Jodłowska, Maria Głuchowska i Marianna Wróblewska, a także mim Marek Gołębiowski. Podczas drugiego tournée po Związku Radzieckim (grudzień 1971–marzec 1972) razem z Głuchowską w składzie formacji pojawił się Stanisław Syrewicz (fortepian).
W 1972 roku w drugim składzie grupy występował Janusz Baluza Kozłowski (gitara basowa) (w miejsce Kulhawczuka), a za zestawem perkusyjnym zasiadł Wojciech Kowalewski (do tej pory muzycy grupy obywali się bez perkusisty).
W tym samym roku zespół zdobył I nagrodę na festiwalu w Dunkierce (Francja) i wziął udział w Festiwalu Jazzowym w Lublanie (Jugosławia). W 1973 r. zawitał do Kongsberg (Norwegia).
W okresie współpracy z M. Wróblewską na perkusji grał w Paradoxie Kazimierz Jonkisz. W składankach estradowych z cyklu Wiosna Estradowa formację wspomagał Andrzej Nowak (Fender Rhodes) i Henryk Tomala (perkusja).

Zaczęło się podstawianie nóg. PSJ decydował o koncertach krajowych i niektórych zagranicznych. Robiliśmy to co najmniej lubiliśmy, czyli akompaniament dla narzuconych nam krajowych piosenkarzy, czasem nawet podkłady dla numerów cyrkowych, przy czym wynagrodzenia ustawowe według kategorii z Ministerstwa były często ignorowane przez naszych zleceniodawców

W tej sytuacji Andrzej Brzeski postanowił rozwiązać zespół, co też się stało w 1974 roku i do 1991 roku wyjeżdżał na kontrakty zarobkowe do Szwecji i Norwegii. Karierze zespołu poświęcone jest hasło w telewizyjnej wersji Leksykonu Polskiej Muzyki Rozrywkowej (odcinek 93).

## Dyskografia

### Albumy
- 1971: Drifting Feather (LP z serii Polish Jazz vol. 26, Polskie Nagrania „Muza” – SXL 0745), reedycja w 2004 (PNCD 926)

### Albumy innych wykonawców
- 1973: Marianna Wróblewska – Bylebym się zakochała (Polskie Nagrania „Muza” – XL/SXL 0998)

### Kompilacje
- 1969: JJ'69 – New faces in Polish Jazz (LP z serii Polish Jazz vol. 20, Polskie Nagrania „Muza” – SX/XL/SXL 0579)